# Jonas Torres
Jonas de Lima Torres Raible (Rio de Janeiro, 22 de setembro de 1974) é um ator e piloto de avião brasileiro. Tornou-se conhecido na novela Vereda Tropical, tendo também se destacado em Top Model, Vamp e na série Armação Ilimitada. Desde 1994 vive nos Estados Unidos.

## Carreira
Começou a carreira ainda criança, influenciado por seu padrasto na época, o ator Fábio Junqueira. Depois de estrear com sucesso no filme Bar Esperança (como "Iuri", filho dos protagonistas Marília Pera e Hugo Carvana), ingressou na TV participando de episódios da série Quarta Nobre, em 1983. No ano seguinte atuou na telenovela Vereda Tropical como Zeca. Jonas foi destaque da novela e, como consequência, em 1985 ganhou o personagem Bacana, uma das figuras centrais da série Armação Ilimitada. Em 1988 esteve no especial de fim de ano O Dia Mais Quente do Ano, adaptação do conto O Menino que Gritava Lobo. Fez ainda as novelas "Top Model", no papel de Arthur, e Vamp, como Daniel, ambas escritas por Antonio Calmon. No cinema, além de Bar Esperança, apareceu em Super Xuxa Contra Baixo Astral e Outras Estórias.
Em 1994 mudou-se para os Estados Unidos, onde serviu o exército americano como paraquedista. Em 1998 voltou temporariamente à televisão brasileira para uma participação em Era uma Vez... e estrelar duas temporadas de Malhação no papel de Beto. Em 1999 retornou aos Estados Unidos e tornou-se instrutor de voo e depois piloto de paraquedistas até decidir retornar novamente ao Brasil, passando a dar aulas de teatro. Em 2009 fez breves participações especiais em Os Mutantes e Malhação ID. Em 2014 integrou o elenco da telenovela Império, de Aguinaldo Silva, no papel de Ismael.
Morando em Los Angeles, nos Estados Unidos desde 2015, Jonas faz trabalhos como dublador. Tentou renovar o brevê de piloto, mas desistiu depois da pandemia.

## Vida pessoal
É neto do aviador brasileiro Alberto Martins Torres e bisneto do escritor alagoano Jorge de Lima.[carece de fontes?]
Filho do piloto americano Michael Raible com a brasileira Maria Inez Torres,[carece de fontes?] era enteado do também ator e diretor Fábio Junqueira (falecido em novembro de 2008) e meio-irmão do ator Caio Junqueira (falecido em janeiro de 2019).

## Filmografia

### Televisão
| Ano     | Título                     | Personagem                         | Notas                                |
| ------- | -------------------------- | ---------------------------------- | ------------------------------------ |
| 1983    | Quarta Nobre               | Nandinho                           | Episódio: "Verão"                    |
| 1983    | Guerra dos Sexos           | Steve (garoto gringo               | Participação                         |
| 1984    | Vereda Tropical            | José Carlos Rocha (Zeca Pedra)     |                                      |
| 1985–88 | Armação Ilimitada          | Bacana                             |                                      |
| 1988    | Caso Especial              | Kiko                               | Episódio: "O Dia Mais Quente do Ano" |
| 1989    | Top Model                  | Arthur Dupont                      |                                      |
| 1991    | Vamp                       | Daniel Rocha                       |                                      |
| 1994    | Confissões de Adolescente  | Arthurzinho/Caco                   | 3 episódios                          |
| 1996    | Você Decide                | Daniel                             | Episódio: "A Invasão dos Bárbaros"   |
| 1996    | Caça Talentos              | Arsênico                           | Episódio: "SOS Silvana"              |
| 1996    | Malhação                   | Júnior (Severino)                  | Participação: Temporada 2            |
| 1998    | Era uma Vez...             | José Carlos Kleiner (Zé)           | Episódio:"30 de março"               |
| 1998–99 | Malhação                   | Beto                               | Temporadas 4–5                       |
| 2009    | Os Mutantes                | Daniel Electrón                    | Episódios: "2–12 de janeiro"         |
| 2009    | Malhação ID                | Carlos Alberto                     | Episódio: "7 de dezembro"            |
| 2014    | Império                    | Ismael                             |                                      |
| 2015    | Trair e Coçar É Só Começar | Carvalhão (José Pinto de Carvalho) | Episódio: "Será Que Ele É?"          |

### Cinema
| Ano  | Título                                | Personagem      | Notas          |
| ---- | ------------------------------------- | --------------- | -------------- |
| 1983 | Bar Esperança                         | Yurí            |                |
| 1984 | Areias Sagradas (Parábola em Ipanema) | Paulinho        | Curta-metragem |
| 1988 | Super Xuxa Contra Baixo Astral        | Rafa            |                |
| 1999 | Outras Estórias                       | Irmão de Dagobé |                |
| 2008 | Juras Eternas                         | André           |                |

## Teatro
| Ano  | Título                        | Personagem | Notas                                |
| ---- | ----------------------------- | ---------- | ------------------------------------ |
| 1986 | Pedro e o Lobo                | Pedro      | Direção de Beto Crispun              |
| 1988 | A Lâmpada Flutuante           | Amyr Klink | Adaptação e Direção de Pauline Milek |
| 1992 | Esquina dos Prazeres          | Renan      | Direção de Ricardo Camarate          |
| 1992 | Capitães da Areia             | Gato       | Direção de Roberto Bomtempo          |
| 1992 | O Mercador de Veneza          |            | Direção de Cláudio Torres Gonzaga    |
| 1993 | Cuba Libre                    |            | Direção de Roberto Bomtempo          |
| 1998 | Aonde Está Você Agora?        | Pedro      | Direção de Rafael Ponzi              |
| 2008 | Dona Flor e Seus Dois Maridos | Mirandão   |                                      |